# Potrero Cerrado
Potrero Cerrado è un distretto della Costa Rica facente parte del cantone di Oreamuno, nella provincia di Cartago.